# Palau de Justícia de València
El Palau de Justícia de València és un edifici situat al barri de Sant Francesc de València, una de les millors mostres d'arquitectura neoclàssica en la ciutat. Destaca per la seua robusta grandiositat, les seues línies correctes i la seua magnífica rematada estatuària. Hui és conegut com a Palau de Justícia o Tribunal Superior de Justícia, però es bastí inicialment com a duana de València, per on es canalitzava tot el comerç que, provinent del mar, feia de València un dels centres econòmics del segle xviii. No és debades, doncs, la seua ubicació junt a la porta de la Mar, on, segons les cròniques, s'ubicava l'anterior duana (1626). Entre 1828 i 1914 albergà la Fàbrica de Tabacs.
La construcció del palau de Justícia començà el 1788, últim any del regnat de Carles III, a càrrec d'Antoni Gilabert Fornés i Felip Rubio, Tomàs Miner la va acabar el 1802. Ocupa una gran illa de cases rectangular i les seues façanes estan compostes per murs de rajola vista entre pilastres de pedra amb sòcol encoixinat, i balcons amb frontons rectes i corbs que s'obrin en el pis principal. La cornisa amb balustres, gleves i fornícules mostra encara un gust barroc. En el seu interior una escala monumental, d'un pur academicisme neoclàssic que recorda les dels palaus, s'obri darrere de la porta, dividint en dos el pati porticat.
Per a ornamentació de la façana principal, fou sol·licitada la col·laboració del conegut escultor Ignasi Vergara, el qual va realitzar en pedra de Barxeta (la Costera) el monumental escut amb les armes reials de Carles III, l'esvelta figura del mateix rei, i les dues belles figures que seuen als peus del monarca representant les dues virtuts: prudència i justícia.
L'any 1828, les oficines de la duana foren traslladades a plaça del Comte de Carlet, i el 1841 al Grau. Des de 1828 i fins a 1914, s'hi instal·là la Fàbrica de Tabacs, i el 1895 hi hagué un gran incendi. Arran d'aquest, Joan Navarro Reverter va aconseguir que es construïra una nova fàbrica de tabacs (1909) en l'antic palau de la Indústria de l'Exposició Regional de 1909.
Desallotjat, per fi, l'edifici el 1910, es va dur a terme una sèrie de reformes, a càrrec de Vicent Rodríguez. En la façana, es va canviar una fila d'antigues reixes per balcons i en l'interior es van fer salons; es va refer un vestíbul i, sobretot, es va construir una gran escala principal que lligava bé amb l'antiga construcció.
Acabada la restauració, s'hi va traslladar l'antiga Audiència de València el 1922, que des de 1751 es trobava al palau de la Generalitat. Des de llavors, l'edifici alberga el palau de Justícia de València.